# Compans-Caffarelli

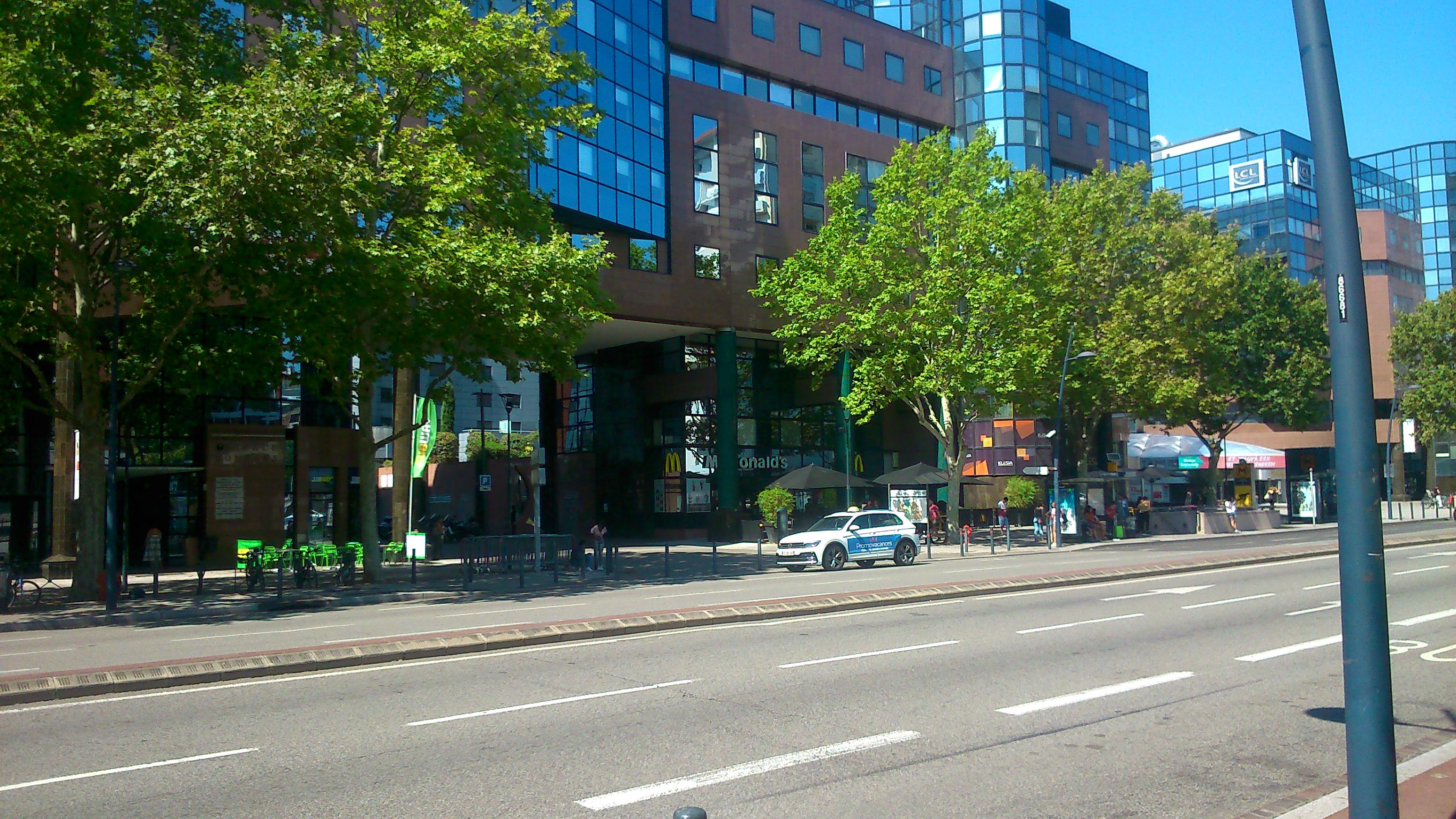
Boulevard Lascrosses

Compans-Caffarelli es un distrito de negocios en Toulouse en Occitanie, Francia, donde se encuentran empresas y grandes écoles.
Se encuentra cerca del Canal du Midi.

## Nombre
El nombre es del general de división francés Jean Dominique Compans y del general de división francés de ascendencia italiana Marie François Auguste de Caffarelli du Falga.

## Geografía
El distrito está entre el Canal de Brienne (sur) y el Canal du Midi (norte).

## Edificios y Monumentos
Compans-Caffarelli da la bienvenida a hoteles, empresas (como EDF, Orange Business Services), áreas deportivas y comerciales, así como la Universidad de Toulouse I Capitole, Toulouse Business School, un campus de Epitech (IT universidad), un campus de IPSA (aeroespacial universidad), un campus de ISEG (escuela de comunicación), etc.